# I-League 2008-2009
L'I-League 2008-2009 è stata la seconda edizione della I-League, il campionato professionistico indiano di calcio per club, dalla sua istituzione nel 2007. Il torneo ha avuto inizio il 26 settembre 2008 ed è terminato il 16 aprile 2009.

## Squadre
| Squadra            | Luogo                | Stadio            |
| ------------------ | -------------------- | ----------------- |
| Air India          | Mumbai               | Cooperage Ground  |
| Churchill Brothers | Goa                  | Fatorda Stadium   |
| Dempo              | Goa                  | Fatorda Stadium   |
| East Bengal        | Kolkata, West Bengal | Salt Lake Stadium |
| Goa                | Goa                  | Fatorda Stadium   |
| JCT                | New Delhi            | Ambedkar Stadium  |
| Mahindra Utd       | Mumbai               | Cooperage Ground  |
| Mohammedan         | Kolkata              | Salt Lake Stadium |
| Mohun Bagan        | Kolkata              | Salt Lake Stadium |
| Vasco              | Goa                  | Fatorda Stadium   |

## Classifica
|                  | Pos. | Squadra            | Pt | G  | V  | N | P  | GF | GS | DR  |
| ---------------- | ---- | ------------------ | -- | -- | -- | - | -- | -- | -- | --- |
| India (bandiera) | 1.   | Churchill Brothers | 46 | 22 | 13 | 7 | 2  | 53 | 23 | +30 |
|                  | 2.   | Mohun Bagan        | 43 | 22 | 13 | 4 | 5  | 30 | 20 | +10 |
|                  | 3.   | Goa                | 43 | 22 | 13 | 4 | 5  | 28 | 20 | +8  |
|                  | 4.   | Dempo              | 31 | 22 | 8  | 7 | 7  | 35 | 26 | +9  |
|                  | 5.   | Mahindra Utd       | 31 | 22 | 8  | 7 | 7  | 28 | 22 | +6  |
|                  | 6.   | East Bengal        | 28 | 22 | 7  | 7 | 8  | 31 | 26 | +5  |
|                  | 7.   | Mumbai             | 28 | 22 | 7  | 7 | 8  | 22 | 27 | -5  |
|                  | 8.   | Chirag United      | 26 | 22 | 6  | 8 | 8  | 20 | 26 | -6  |
|                  | 9.   | JCT                | 25 | 22 | 6  | 7 | 9  | 19 | 22 | -3  |
|                  | 10.  | Air India          | 24 | 22 | 5  | 9 | 8  | 21 | 26 | -5  |
|                  | 11.  | Mohammedan         | 22 | 22 | 5  | 7 | 10 | 17 | 31 | -14 |
|                  | 12.  | Vasco              | 10 | 22 | 2  | 4 | 16 | 14 | 49 | -25 |

Legenda:

      Campione I-League e ammessa ai play off dell'AFC Champions League 2010.

      Ammessa alla Coppa dell'AFC 2010.

      Retrocessa in I-League 2nd Division.